# Special Night Squads

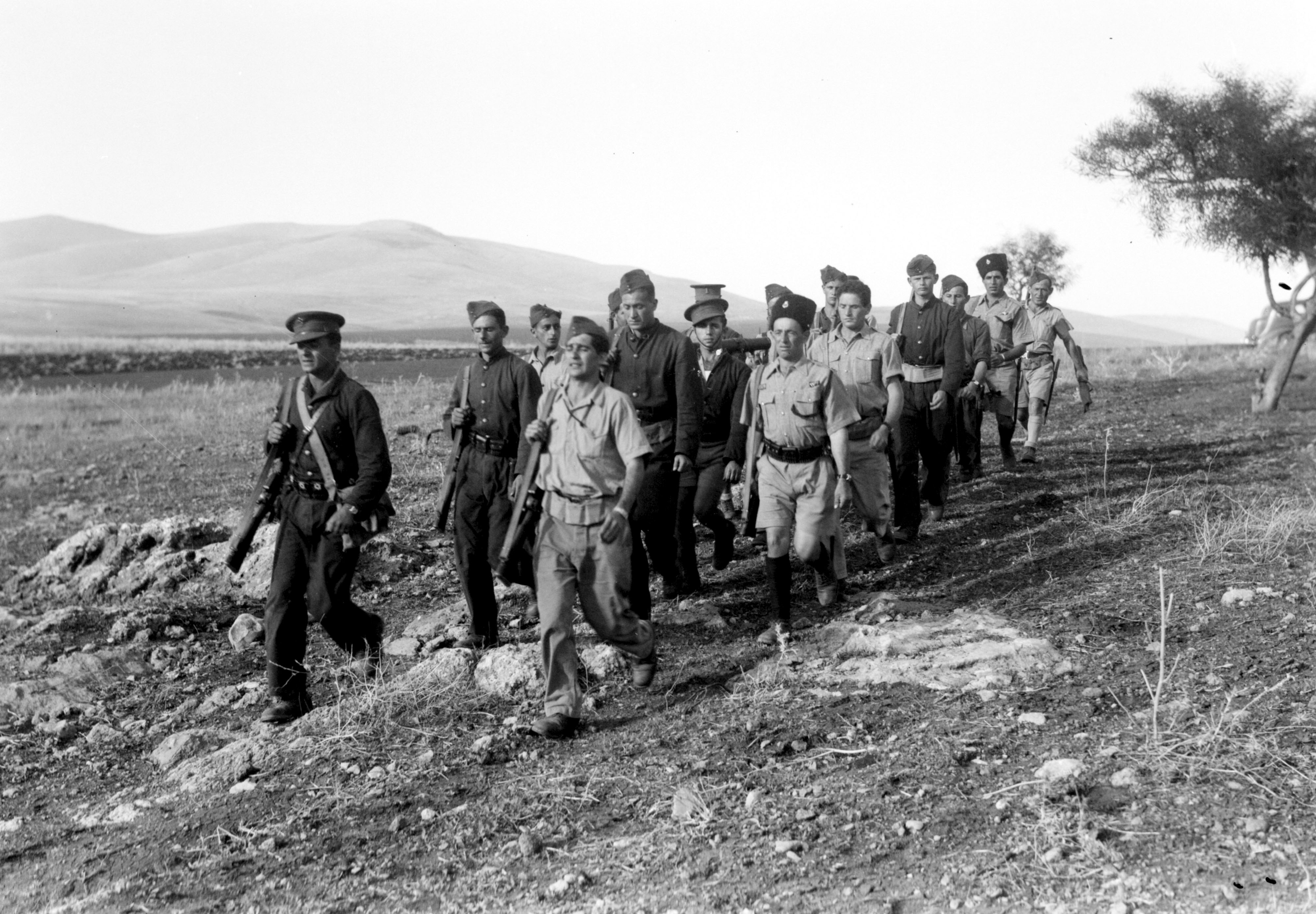
Pattuglia di Special Night Squads di ritorno alla base. Le pattuglie, generalmente organizzate di notte, erano miste. I combattenti ebrei apportavano la loro conoscenza del terreno, degli usi della popolazione e dell'arabo. I soldati britannici contribuivano con la loro esperienza tattica.

Le  Special Night Squads  (in inglese "Squadre speciali notturne", abbreviate in SNS) erano un'unità di forze speciali  britannica, attiva nella Palestina "mandataria" durante la Grande rivolta araba (1936-1939). Il SNS comprendeva fondamentalmente soldati di fanteria britannici, insieme ad alcuni uomini tratti dalla polizia soprannumeraria ebraica. Inizialmente nel 1938 la forza totale dell'unità era di 100 uomini, che giunsero nel 1939 fino a 4 sezioni per un totale di 200 uomini, tra cui 150 ebrei selezionati tra gli effettivi della Notrim, la polizia ebraica istituita dai britannici.
Furono fondate da Orde Charles Wingate, ufficiale britannico "eccentrico" e profondamente "filo-sionista".
Le SNS entrarono in azione a partire da giugno 1938, con la primaria missione di proteggere l'oleodotto dell'Iraq Petroleum Company che alimentava la raffineria di Haifa ed era oggetto di frequenti sabotaggi da parte dei ribelli arabi. Effettuavano altresì missioni di sorveglianza in Galilea, lungo la "barriera di sicurezza di Tegart", oltre a controverse operazioni di "controterrorismo" nel corso di incursioni notturne e di imboscate. Le SNS possono considerarsi antesignane di altre celebri unità ispirate ai medesimi princìpi, tra cui Chindits e Unità 101.
Nel 1939 l'Alto Comando britannico, conformandosi alla politica filo araba del governo, il quale aveva appena emanato quel Libro Bianco che chiudeva le porte all'immigrazione ebraica in Palestina, decise di sciogliere le SNS e di arrestare alcuni dei suoi membri.
Nell'evoluzione del movimento sionista contrapposto agli arabi, le SNS segnano la transizione dal principio del "combattimento difensivo", proprio ai "padri fondatori" del movimento, verso quello del "combattimento offensivo", che influenzerà in prosieguo la dottrina delle forze armate israeliane e contribuirà a formare il mito del "guerriero ebraico", aggressivo e conquistatore, antitetico all'ebreo del galut ("esilio" in ebraico), passivo e rassegnato.
Moshe Dayan e Yigal Allon, che più tardi sarebbero diventati generali e politici israeliani, fecero le loro prime esperienze militari nelle SNS.

## Storia

### Il contesto

#### La Grande rivolta araba

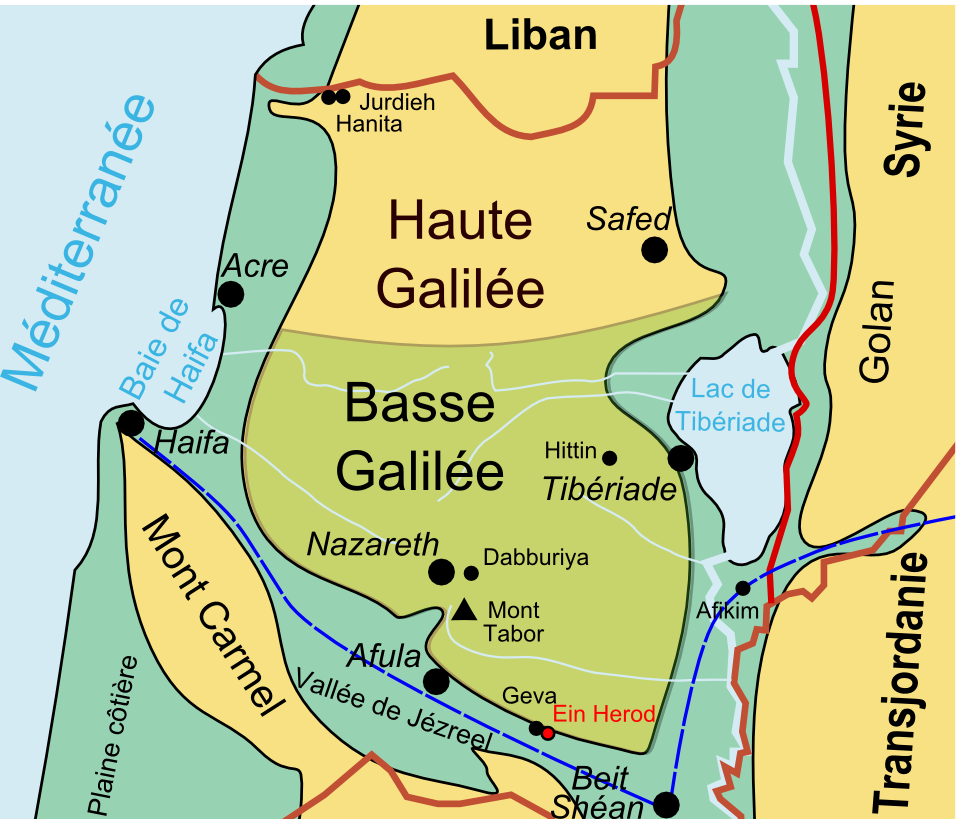
Teatro delle operazioni delle SNS in Galilea. I ribelli partivano dai monti della Galilea per attaccare gli insediamenti ebraici nelle valli. Le squadre avevano per basi i kibbutz di Ein Harod, Geva e Afikim, lungo l'oleodotto che collegava Kirkuk a Haifa (linea blu tratteggiata) di cui assicuravano la protezione. Le operazioni che resero famose l'unità ebbero luogo presso Jurdieh sulla frontiera Libanese, presso Hittin a ovest di Tiberiade e a Dabburiya poco più a est di Nazaret.

Dal 1918, la Palestina si trovava sottoposta all'autorità britannica. Essa, secondo i termini della Dichiarazione Balfour (1917) e del mandato conferito dalla Società delle Nazioni nel 1922, reggeva il paese e facilitava il progetto sionista dell'istituzione di una "Casa nazionale ebraica", e ciò malgrado l'opposizione sempre più accesa della popolazione araba locale, nell'apparente impossibilità di un compromesso.
Fino a quel momento ostili ai soli sionisti, nell'aprile 1936 gli arabi di Palestina insorsero contro l'autorità mandataria britannica. Reclamavano la fine dell'immigrazione ebraica, la fine del trasferimento di proprietà e della vendita di terreni agli ebrei, ed anche la costituzione di un corpo legislativo eletto dal popolo. La rivolta iniziò con gli scioperi, ma la violenza esplose rapidamente contro gli ebrei e i soldati e poliziotti britannici, facendo quasi 300 morti. Le organizzazioni sioniste reagirono con moderazione e i britannici in novembre nominarono una commissione d'inchiesta per trovare una soluzione alla questione palestinese. Essa propose la spartizione della Palestina tra ebrei ed arabi e l'allontanamento della popolazione araba dalla zona del futuro stato ebraico.
La proposta, accolta dall'Agenzia ebraica, fu rigettata dagli arabi: nel luglio 1937 riprese la rivolta, specie in Galilea, per colpa degli ebrei secondo il rapporto della commissione. L'assassinio, compiuto il 26 settembre da ribelli, del commissario britannico di Galilea fu l'evento scatenante. In ottobre i britannici vietarono l'Alto Comitato arabo e misero fuori legge tutti i dirigenti palestinesi, arrestandone più di 200. La rivolta assunse allora una nuova dimensione: centinaia di gruppi armati per un totale di 10 000 combattenti saccheggiarono campagne, bloccarono strade, compirono atti di sabotaggio e attaccarono i coloni ebrei. Temendo di perdere il controllo del paese, il governo britannico rimosse in maggio l'alto commissario Arthur Wauchope, la cui politica era giudicata troppo moderata, e lo sostituirono con un arabista, Sir Harold MacMichael.
Dal canto loro, le organizzazioni sioniste erano in disaccordo sull'atteggiamento da assumere verso la rivolta. Dalla ripresa di quest'ultima, l'ala più dura dell'Irgun Zvai Leumi optò per l'uso della violenza e organizzò omicidi ed attentati dinamitardi, complicando maggiormente la missione britannica di garantire la sicurezza. L'Agenzia Ebraica preferì collaborare con i britannici e fornì gli effettivi che vennero integrati nella Jewish Supernumerary Police ("Polizia ausiliaria ebraica") e nella Jewish Settlement Police ("Polizia rurale ebraica" o "Polizia coloniale ebraica"). Queste unità, chiamate in ebraico Notrim ("Guardie"), svolgevano compiti di vigilanza ad obiettivi sensibili e di pattugliamento diurno. Data la relativa inefficacia della politica di "stretta difesa" nella protezione delle infrastrutture, l'esercito clandestino sionista, l'Haganah ("Difesa"), cominciò a progettare la costituzione di unità mobili preposte a pattugliare e a replicare rapidamente ad ogni attacco. Le prime di questo genere, chiamate Fosh, ("Compagnie di campo"), poste sotto il comando di Yitzhak Sadeh, entrarono in azione al principio del 1938.
In questo contesto di insurrezione araba contro le autorità britanniche e sioniste, intervenne un ufficiale dell'esercito coloniale britannico arrivato in Palestina nel 1936: il capitano Orde Wingate.

#### Orde Wingate

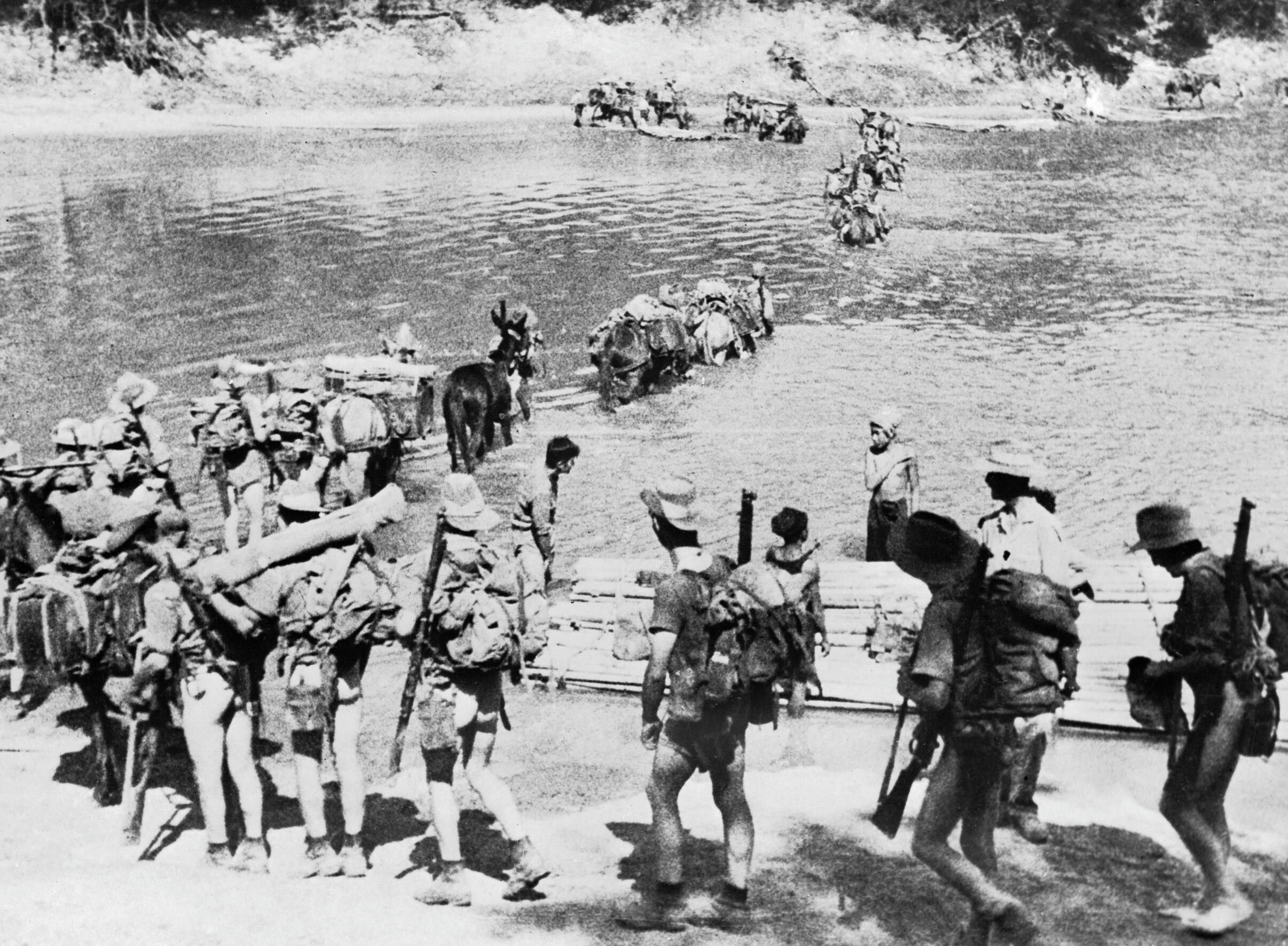
Colonna di Chindits (1942). Più di 3000 soldati di queste unità miste operarono dietro le linee nemiche durante la campagna della Birmania. Si approvvigionavano con rifornimenti paracadutati o reperivano risorse sul terreno.

Nato nel 1903, Orde Wingate proveniva da una famiglia scozzese, di tradizione militare coloniale, nella quale ricevette una severa educazione basata su valori cristiani fondamentalisti ispirati al movimento dei Plymouth Brethren ("Fratelli di Plymouth").
Fondato nel XIX secolo da John Nelson Darby — considerato uno dei fondatori del sionismo cristiano moderno —, questo movimento protestante evangelico chiamato "dispensazionalista" tendeva ad una lettura letterale della Bibbia, e voleva la "restaurazione" di Israele come nazione terrena secondo una volontà divina.
Dal 1920 al 1923 Wingate ricevette una formazione militare alla Royal Military Academy di Woolwich. Nel 1926, promosso capitano, fu inviato a studiare l'arabo presso l'università di Londra. Dal 1928 al 1933, l'esperienza di servizio in Sudan lo trasformò profondamente, tanto sul piano professionale quanto su quello personale. Scoprì che piccole unità galvanizzate da un addestramento regolare e fiduciose verso chi le comanda potevano operare con successo lontano dalla loro base e a dispetto di un ambiente ostile. Durante quel periodo attraversò una grave depressione, assieme ad una crisi di fede, causate dall'isolamento troppo prolungato nel deserto sudanese.
Nel 1936 fu assegnato alla Palestina come ufficiale del servizio segreto. Due anni dopo, fondò le Special Night Squads. Dopo un rientro in Gran Bretagna nel 1939, fu nominato colonnello e trasferito in Etiopia. Ottenuto il grado di generale durante la campagna della Birmania, divenne famoso per la creazione dei Chindits, una divisione mista composta da varie migliaia di soldati indiani e britannici, che manovravano dietro le linee giapponesi. Morì nel 1944 in un incidente aereo.
La storia ricorda Orde Wingate principalmente per tre motivi: da una parte, sul piano militare, per il suo approccio inedito e controverso alla guerriglia e alla controguerriglia; da un'altra parte, sul piano politico-religioso, per il suo fervore "fanatico" e per il suo impegno in favore della causa ebraica in Palestina, che si inseriscono nella prospettiva "quasi biblica" del compimento di una "profezia", o di un "comandamento divino", fanno di Wingate una figura del movimento sionista cristiano. Gli storici ricordano infine che si tratta di uno dei "padri delle Forze di difesa israeliane", paese che ne ha fatto una figura di eroe nazionale come testimoniano particolarmente le numerose vie ed istituzioni che portano il suo nome. Churchill lo descriverà come "un uomo di genio che sarebbe ben potuto divenire un uomo di destino".

### Creazione delle unità

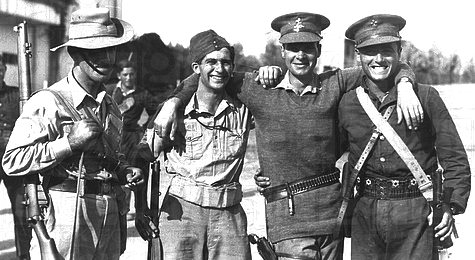
Soldati britannici delle SNS (1938). Tre plotoni di 12 soldati britannici tratti dai reggimenti Royal Ulster Rifles, 1st Manchesters e Royal West Kents furono aggregati alle nuove unità di Orde Wingate.

Nel febbraio 1938 il capitano Orde Charles Wingate fu incaricato dai superiori di studiare le vie di accesso dei ribelli arabi in Galilea. Allo scopo, si unì a svariate unità della Jewish Settlement Police durante i loro pattugliamenti. Al termine di tale missione, redasse un rapporto intitolato Ways of Making His Majesty's Forces Operate at Night with the Objective of Putting and End to the Terror in Northern Palestine ("Metodi in cui le forze di Sua Maestà operano nottetempo allo scopo di porre fine al terrorismo nel settentrione della Palestina"), in cui propose l'istituzione di unità miste di soldati ebrei per la loro conoscenza del terreno, e britannici per la loro esperienza di combattimento. Esse avrebbero agito di notte per tendere imboscate ai ribelli ed avrebbero avuto le basi negli insediamenti ebraici lungo l'oleodotto dell'Iraq Petroleum Company.
Dopo aver convinto i suoi superiori dell'utilità di queste sezioni speciali, Orde Wingate si trasferì nel maggio 1938 nel kibbutz di Ein Harod in Galilea, e da lì iniziò l'addestramento e la formazione dei suoi uomini. Disponeva di 3 plotoni di 12 soldati britannici e di 80 combattenti ebrei selezionati fra i membri della Jewish Settlement Police ed anche di quattro autocarri. Detto personale fu poi suddiviso tra Ein Harod ed altri due kibbutz.
Dal canto loro, le autorità sioniste vedevano con gran favore questo progetto, e, benché facessero parte dell'esercito britannico, le SNS furono sostenute finanziariamente e logisticamente dall'Agenzia ebraica che pagava una parte delle retribuzioni e finanziava i corsi di formazione e la fornitura di certi equipaggiamenti, tra cui i veicoli indispensabili alla loro mobilità.
L'addestramento dei soldati era orientato alla lotta "contro-insurrezionale" e sulle reazioni da adottare sia individualmente sia come reparto, nel caso di contatto notturno con i ribelli. Gli ordini erano trasmessi a gesti o con lampi di torcia con cui si annunciava l'attacco, generalmente consistente di un lancio generale di bombe a mano seguito da un assalto alla baionetta. Wingate esigeva dai suoi uomini "eccellenza, autocontrollo e disciplina". Imprimeva nelle sue reclute ebree il senso della missione e la professionalità. Benché ciascuna operazione delle SNS fosse preparata fin nei dettagli, gli uomini erano addestrati a reagire alla situazioni inattese e a sviluppare lo spirito d'iniziativa sul campo di battaglia. Oltre a comandare, Wingate dava l'esempio sul terreno con il suo coraggio e la sua resistenza; considerava i suoi uomini come dei "compagni", e questi ultimi lo vedevano come un "amico" (HaYedid, soprannome che gli rimarrà). Lui era parimenti fiero di loro, tanto più all'accrescersi del suo impegno sionista. A tal proposito, scrisse a suo cugino:

«Quando ero a scuola, […] mi avevano fatto capire che ero meno di niente e che non avrei mai avuto il mio posto nel mondo. Quando sono arrivato in Palestina, ho trovato in popolo intero che era stato trattato in quel modo per generazioni […]. Tuttavia, a dispetto di [tale trattamento], rimaneva invitto, [rappresentava] una grande potenza nel mondo e costruiva un nuovo Paese. Ho sentito di appartenere a questo popolo.»

e

«Ho visto i giovani ebrei nei kibbutz. Posso dire che gli ebrei offriranno truppe migliori delle nostre. Dobbiamo solo addestrarle.»

### Sviluppo

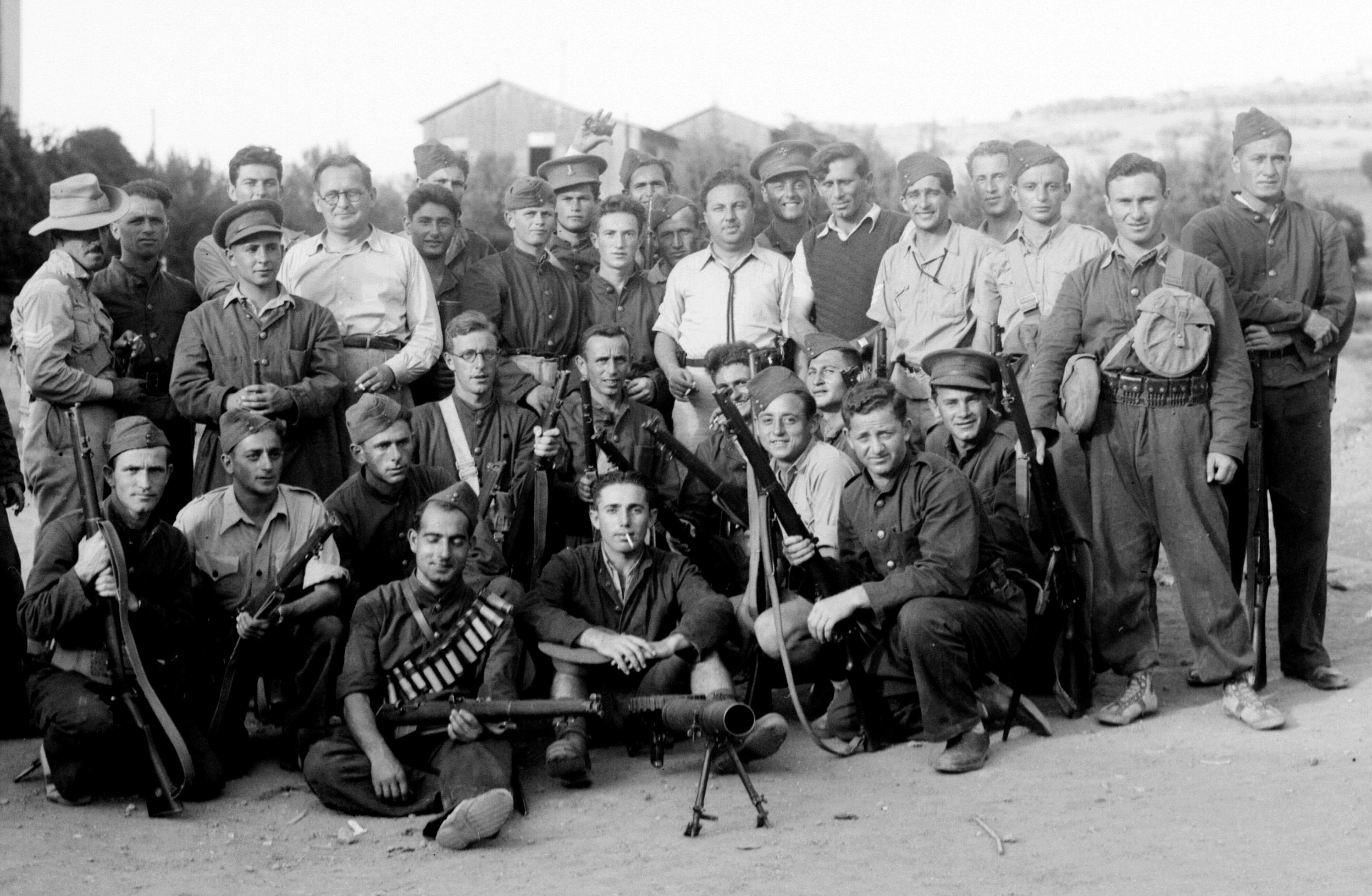
Combattenti ebrei e britannici delle SNS (1938). Le SNS non avevano proprie uniformi. I soldati britannici sfoggiavano quelle di 3 diversi reggimenti e i combattenti ebrei mantenevano le proprie.

La prima operazione delle SNS fu organizzata il 6 giugno 1938 e consisté nel tendere un'imboscata agli arabi che attentavano all'oleodotto. Vi furono numerose azioni analoghe, e di conseguenza quel pericolo cessó. Le operazioni entrarono allora in una seconda fase, con l'attacco ai villaggi dove abitavano i ribelli.
Il primo ebbe luogo la notte tra il 12 e il 13 giugno contro Jurdieh al confine con il Libano, da parte degli uomini assegnati al kibbutz presso Hanita. Due insorti (su quindici) furono uccisi, e l'operazione fece una tale impressione, che il giorno dopo il mukhtār del villaggio tolse l'assedio al kibbutz e si arrese. Da entrambe le parti contendenti giunse — a proprio modo — un riconoscimento: il generale Robert Haining, comandante in capo delle forze britanniche in Palestina, scrisse al superiore diretto di Orde WIngate per esprimere la forte impressione che le Special Night Squads avevano suscitato in lui, mentre Fawzi al-Qawuqji, capo dei ribelli di Galilea, pose sulla testa di Wingate una taglia di 1 000 sterline.
Un'altra operazione di larga scala fu organizzata nella notte tra il 10 e l'11 luglio contro il villaggio di Dabburiya. Impegnò 87 uomini delle SNS. Malgrado una certa confusione dovuta al cattivo coordinamento durante l'aggressione, esso fece da 9 a 15 morti e 20 feriti tra gli abitanti, contro 2 morti e 5 feriti (compreso lo stesso Wingate) tra le SNS.
Robert Haining scrisse il 24 agosto in un rapporto ufficiale che:

«È impossibile lodare troppo le Special Night Squads che sono state organizzate [sulla base delle] nostre due brigate per missioni offensive nottetempo. Queste sezioni di notte hanno fatto un lavoro particolarmente notevole in bassa Galilea proteggendo l'oleodotto dell'Iraq Petroleum Company. In questa zona, furono organizzate e addestrate dal capitano O.C. Wingate, dell'artiglieria reale, per ordine mio, che ha dato prova di grande intraprendenza, capacità e coraggio nel condurre e controllare le loro attività. Questi [commando] sono stati tratti dai Sovrannumerari ebrei che svolsero un lavoro eccellente in combinazione con il personale britannico.»

Alcuni mesi dopo l'esordio, il bilancio delle  operazioni condotte dalle SNS ammontava ad una sessantina di arabi uccisi. Wingate fu decorato con il prestigioso Distinguished Service Order in considerazione sia delle ferite riportate, sia del successo raggiunto con le incursioni su Jurdieh e Dabburiya. Forte di ciò, ottenne altresì dal suo comandante di formare altre unità, e a settembre gli effettivi ebrei aumentarono a 200 uomini. Furono anche create delle unità di Notrim ispirate alla stessa dottrina. Nella primavera 1939 si contavano così 62 pattuglie mobili (Manim in ebraico) composte di 8-10 uomini ciascuna.
A tutte era aggregato un vicecomandante nominato direttamente dall'Agenzia Ebraica.

### Deviazioni

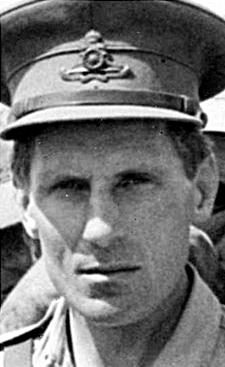
Il capitano Orde Charles Wingate (35 anni).

Nel corso dell'addestramento, Wingate era «continuamente tormentato dalle implicazioni morali delle sue azioni militari», ed «insisteva sul fatto che le unità non [dovevano] maltrattare i prigionieri e i civili arabi». Sul terreno, «i suoi atti [non erano] sempre conformi alle sue parole».
In effetti accadeva che le SNS umiliassero gli abitanti dei paesi, oltre a torturare i prigionieri. Queste azioni furono descritte dagli storici come «assassinii sommari, accompagnati da diverse brutalità contro la popolazione civile», ed alcuni di essi chiamarono le SNS null'altro che «squadroni della morte» ebraici.
Dal canto suo, Wingate spiegò le sue motivazioni dichiarando ai suoi uomini:
In autunno si verificarono due controverse «incursioni di rappresaglia». La prima ebbe luogo a metà settembre. A seguito della morte del capo kibbutz di Ein Harod, un amico personale di Orde Wingate, quest'ultimo improvvisò da lì a poco una spedizione punitiva contro la città araba di Beit She'an, in cui ordinò di sparare a vista sugli abitanti e abbattere i fuggitivi. Furono massacrati almeno 3 fuggitivi ed altre 5 persone.
Il 2 ottobre, un gruppo di ribelli che avevano appena ucciso 19 ebrei, tra cui 11 bambini a Tiberiade, fu intercettato durante la fuga dalle SNS. 40 furono uccisi nell'imboscata ed altri 14 l'indomani nella caccia organizzata con l'aiuto della Royal Air Force. Per rappresaglia al massacro di Tiberiade, le SNS organizzarono inoltre un raid contro il villaggio di Hitting, 8 km più a ovest. Dopo aver riunito gi uomini del villaggio, Wingate ne fece giustiziare 10 (un'altra versione parla di 1 su 10 e descrive questo metodo come ricorrente). Fece questa dichiarazione:
Spossato fisicamente e psichicamente da questi avvenimenti, Orde Wingate ritornò in Inghilterra in ottobre. Si fece notare per l'insistenza con cui chiedeva di essere ricevuto dal Primo ministro per difendere la causa sionista alla quale si era dedicato totalmente, laddove la rivolta araba riprendeva intensità in Palestina. Il generale Robert Haining, che lo incensava in un rapporto meno di un anno prima, scrisse su di lui:
Al suo ritorno, gli fu revocato il comando delle SNS, e fu assegnato a Gerusalemme. Nel maggio 1939, quando lasciò la Palestina, nel suo fascicolo personale si annotò:
L'attività delle SNS proseguì, e le loro operazioni permisero ai britannici di riprendere l'iniziativa nel combattimento contro i ribelli nel nord della Palestina, e contribuirono a ricacciare le forze di Fawzi al-Qawuqji. Le loro tecniche furono praticate anche da altre unità sotto gli auspici del generale Bernard Montgomery, successore di Haining deciso a soffocare la rivolta.

### Scioglimento
Le unità furono tuttavia disciolte nell'estate del 1939, un anno dopo la loro attivazione. Alcuni leader britannici ed ebrei temevano che le loro operazioni infiammassero ulteriormente l'antagonismo arabo in un contesto internazionale in cui l'Europa si preparava ad entrare nella Seconda guerra mondiale. 
I britannici sconfissero, certo, la rivolta ma temevano che venisse rinfocolata dalle potenze dell'Asse e promulgarono un libro bianco che teneva in considerazione le rivendicazioni arabe.

## Ripercussioni
L'incontro tra Orde Wingate e il movimento sionista, assieme alla costituzione delle Special Night Squads, figurano tra i "fattori più cruciali" della storia delle forze armate israeliane nel contesto dello sviluppo di una forza militare ebraica in Palestina.
In un dizionario pubblicato dal ministero della difesa israeliano ed ispirato al pensiero di David Ben Gourion, si può per esempio leggere:
Malgrado la brevità della sua azione concreta con le SNS (soltanto qualche mese), Orde Wingate lasciò una traccia così profonda e durevole nella coscienza nazionale israeliana che certi osservatori arrivano a porlo tra i "padri fondatori" dello stato ebraico.

### Nuove dottrine militari

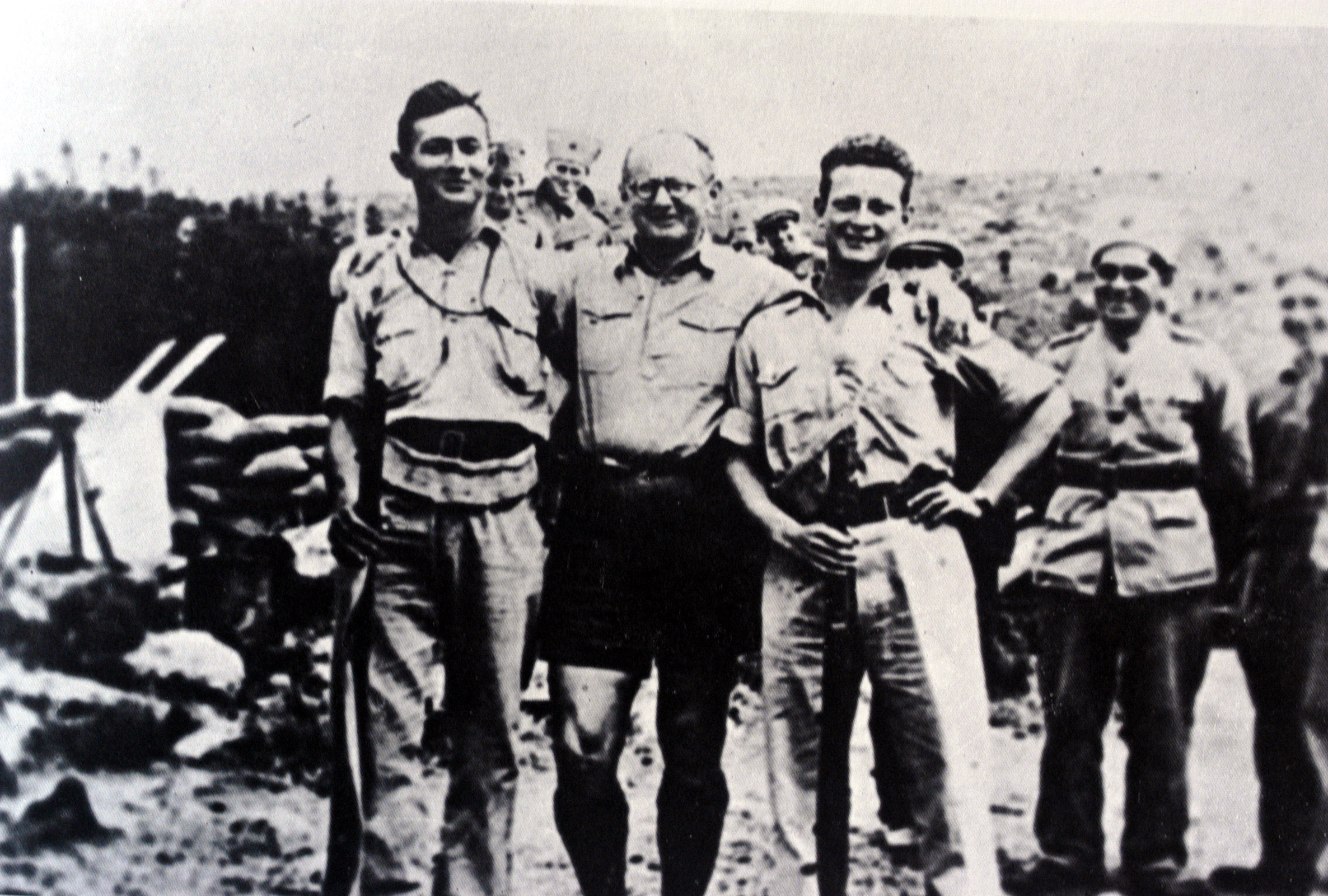
Kibbutz di Anita (1938). Moshe Dayan (23 anni, a sinistra) e Yigal Allon (20 anni, a destra) posano con Yitzhak Sadeh (al centro). Entrambi saranno ufficiali superiori nel Palmah, l'unità d'elite della Haganah fondata nel 1941 da Sadeh e si faranno onore nella Guerra del 1948. Dayan diverrà capo di stato maggiore dell'esercito israeliano, e ministro della difesa nella Guerra dei sei giorni. Allon diverrà primo ministro ad interim. Fanno parte di quella che in Israele si chiama la "generazione del Palmah" o "generazione Sabra".

I primi pensatori sionisti sono innanzi tutto degli idealisti che non hanno preso coscienza dell'avversione che il sionismo suscita nella popolazione araba di Palestina. La dottrina militare del movimento si basa su precetti del giudaismo quali la moderazione (Havlagah) e la "purezza delle armi" (Tohar HaNeshek) che non si possono usare se non in un contesto di autodifesa contro degli aggressori. Durante i primi scontri degli anni 1920, la reazione del movimento sionista fu pertanto costituire una forza paramilitare di difesa (Haganah) il cui ruolo principale era la protezione sia degli impianti da attacchi arabi, sia della popolazione quando esplodeva la violenza. La dottrina si fondava allora sui concetti di "guardia" e "difesa statica" riassunti dalla massima per cui "non può essere abbandonata alcuna istituzione [ebraica]".
La Grande rivolta araba (1936-1939) mise in crisi questa dottrina. In effetti, malgrado la collaborazione con i britannici che permise lo sviluppo della loro forza paramilitare, certi ambienti ebraici non tolleravano una politica che a loro avviso era assimilabile all'atteggiamento passivo e rassegnato degli ebrei rispetto ai pogrom. Tale dottrina si mostrò altresì inefficace nella lotta contro i ribelli arabi ai quali si lasciava l'iniziativa dei combattimenti.
Le dottrine tattiche di Orde Wingate privilegiavano l'attacco alla difesa, nel corso di operazioni notturne minuziosamente preparate attraverso ricognizioni e intelligence. L'effetto sorpresa costituiva un elemento centrale di queste operazioni che richiedevano una lunga impostazione, oltre all'esecuzione di attacchi diversivi volti a confondere il nemico. Inoltre, si doveva usare tutta la potenza di fuoco simultaneamente per rendere brutali gli attacchi, e fulminei gli scontri.
Benché le autorità sioniste le accogliessero tutto sommato favorevolmente, i metodi delle SNS provocarono delle remore in seno agli ambienti di obbedienza socialista dello Yishuv (la comunità ebraica di Palestina), specie tra i primi pionieri. La "condotta offensiva" e le "operazioni di liquidazione ed umiliazione" erano moralmente inaccettabili nel contesto del ristabilimento della dignità dell'uomo ebreo sulla terra che gli appartiene. La giovane generazione nata sul posto, i sabra, era d'altro canto poco sensibile a queste remore. L'approccio morale consisteva nel far ricadere sugli abitanti dei villaggi arabi una "responsabilità collettiva" per gli eventi: le vittime innocenti erano considerate colpevoli per il loro supposto sostegno a gruppi implicati negli scontri contro gli ebrei.
L'insieme di queste nuove dottrine tattiche e morali «[diedero] all'Haganah l'ispirazione di prendere l'iniziativa dell'offensiva e di non limitarsi più a delle tattiche di guardia difensiva, [e] la massima secondo cui l'attacco è la miglior difesa diverrà in seguito una delle dottrine di combattimento basilari dell'[esercito israeliano]». Moshe Dayan e Yigal Allon futuri comandanti del Palmah ("Unità d'urto"), generali e uomini politici israeliani, debuttarono nelle SNS. Per tutta la durata delle rispettive carriere, metteranno in pratica gli insegnamenti che vi avevano ricevuto. Dayan farà pure riferimento reiteratamente a Wingate ed alla sua rivelazione del principio di "portare l'azione al cuore del dispositivo nemico". Le dottrine di combattimento delle SNS ispireranno nondimeno Ariel Sharon, che a proposito di WIngate dirà che era stato un eroe della sua infanzia, quando creerà il primo reparto delle forze speciali israeliane: l'Unità 101.

### Nascita del "guerriero ebreo"

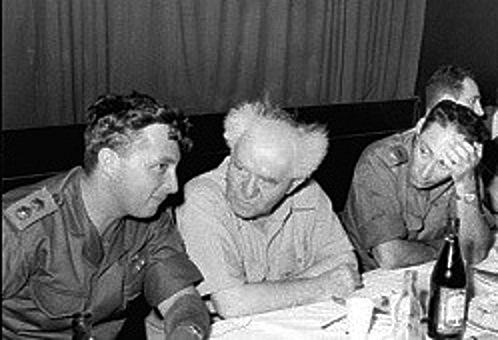
Riunione dello stato maggiore israeliano (1957). Il t. col. Ariel Sharon (29 anni, a sinistra), allora "semplice" comandante di brigata paracadutisti, siede a fianco di David Ben Gurion (71 anni, al centro), allora primo ministro di Israele e ministro della difesa. David Ben Gurion, "padre fondatore d'Israele", aveva un affetto privilegiato per Ariel Sharon in cui vedeva l'incarnazione del "nuovo israeliano". In generale, nella mitologia israeliana, il sabra (ebreo nato nella terra di Israele) è un "uomo nuovo", «discendente diretto dell'ebreo delle origini […], antitesi della diaspora ebraica […] [che s'identifica con] eroi del passato, ribelli e combattivi». Nel 1989, Ariel Sharon pubblicò la sua autobiografia in inglese con il titolo Warrior.

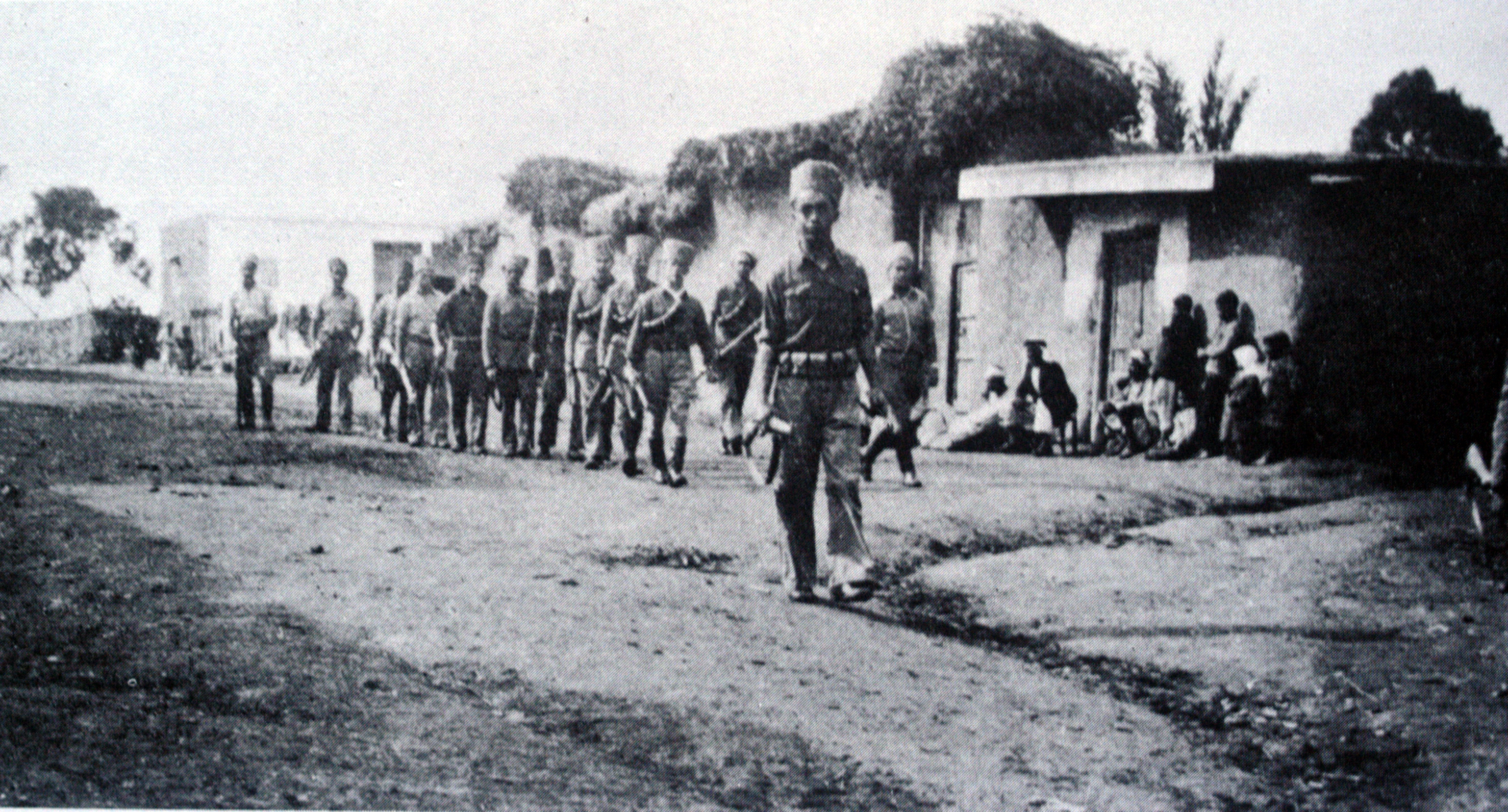
1938, un'unità Fosh attraversa il villaggio arabo di Yasur, nei pressi di Be'er Tuviya

All'epoca della rivolta araba, era comunemente ammesso in seno all'Yishuv che gli ebrei non fossero in grado di creare una propria forza militare e di operare sul terreno. I valori privilegiati nel movimento sionista erano il "lavoro" e la "difesa".
Orde Wingate al contrario stimava assai le qualità militari dei combattenti ebrei ai suoi ordini, che egli giudicava migliori dei soldati britannici, ed ammirava le sfide affrontate dal popolo ebraico nella sua storia. Dal canto loro, i combattenti ebrei ammiravano Wingate, e consideravano un onore prestare servizio nelle SNS. Nel contesto dell'obiettivo sionista della fondazione di uno stato ebraico, lui diceva ai suoi uomini che essi «creavano […] le basi del futuro esercito di Sion» e li galvanizzava in tal senso:
Le SNS di Wingate come le Fosh di Yitzhak Sadeh, enfatizzando il ricorso alla violenza e la "conquista", cristallizzarono nell'inconscio collettivo sionista l'ethos del "guerriero ebreo" che nacque in quell'epoca.
Siffatta evoluzione ideologica si ritrova negli scritti di Nathan Alterman, poeta, scrittore e drammaturgo la cui opera ha segnato generazioni di israeliani. Nel 1938, compose una poesia intitolata Zemer HaPelugot ("Canto delle sezioni"), il cui campo semantico contrasta assai nettamente con quella da lui ribattezzata Shir Boker Lamoledet, ("Canto del mattino alla madre patria") scritta qualche anno prima. La storica Anita Shapira pone questa poesia tra gli esempi che segnano la svolta "dall'ethos difensivo all'ethos del combattente" nel pensiero sionista, e questo in rottura con la costruzione simbolica e il lavoro dei "padri fondatori":

Aspettaci, mia terra,
Negli spazi dei tuoi campi.
Aspettaci nei grandi campi del pane.
I tuoi figli una volta ti portavano la pace dall'aratro.
Oggi ti portano la pace dal fucile!
(…)
Sezione, alzati, scala le montagne.
Sezione, tu sarai quella che vince
Un terreno che nessun uomo ha ancora calcato,
Donde si alzeranno le sezioni.

Questo mutamento ideologico non si fermò all'immaginario collettivo. Davanti alla rivolta araba e al successo delle operazioni, forti del consiglio da esperto di Orde Wingate, i leader sionisti presero coscienza del fatto che l'opzione militare era sempre aperta.
Eliyahu Golomb, capo dell'Haganah, fu il primo di coloro che sostennero apertamente che la sorte della Palestina sarebbe potuta dipendere dall'impiego di una forza militare ebraica di cui auspicava la formazione, l'addestramento e l'equipaggiamento.

### Antesignane del SAS
I commando britannici, quali unità che operavano in profondità dietro le linee nemiche per raccogliere informazioni o condurre specifiche operazioni, furono ufficialmente creati allo scoppio della Seconda guerra mondiale. Numerosi autori presentano le Special Night Squads — per il loro stile "commando", le tecniche messe in pratica da Orde Wingate (mobilità, operazioni notturne, concentrazione della potenza di fuoco durante gli assalti), oltre alla loro capacità di infliggere danni materiali e psicologici a forze nettamente più importanti — come i precursori, o gli ispiratori, del celebre Special Air Service (SAS).

### Opere generaliste
- Samuel Katz, Israeli Elite Units since 1948, Osprey Publishing, 1988.
- Zeev Schiff, A History of the Israeli Army, MacMillan Publishing Company, 1985.
- Martin Van Creveld|, The sword and the olive: a critical history of the Israeli defense force, PublicAffairs, 2002.
- Tom Segev, One Palestine. Complete., Holt Paperback, 2000.
- Henry Laurens, La question de Palestine. Tome deuxième 1922-1947 : une mission sacrée de civilisation, Fayard, 2002.
- Anita Shapira, Land and Power. The Zionist Ressort to Force, 1881-1948, Oxford University Press, 1992.
- Benny Morris, Victimes. Histoire revisitée du conflit arabo-sioniste, Éditions Complexe, 2003.

### Tesi di dottorato
- Simon Anglim,  Orde Windate and the British Army 1922-1944: Military Thought and Practice Compared and Contrasted (PDF). URL consultato il 19 maggio 2018 (archiviato dall'url originale il 28 settembre 2015)., Tesi di dottorato presentata all'Università del Galles, 2007.

### Articoli
- Bitmuna Nadav Man,  'The Friend' fights back., Ytnews.com, 20 avril 2008.